# Terminalia cambodiana
Terminalia cambodiana är en tvåhjärtbladig växtart som beskrevs av François Gagnepain. Terminalia cambodiana ingår i släktet Terminalia och familjen Combretaceae. Inga underarter finns listade i Catalogue of Life.